# François-Pierre Durocher
François-Pierre Durocher ou du Rocher fut avocat au parlement de Bretagne, procureur du roi de l'amirauté de Nantes, subdélégué de l'intendant de Bretagne et maire de Nantes de 1747 à 1747.